# Joris van Severen
Georges Edmond Edouard (Joris) Van Severen (Wakken, 19 juli 1894 - Abbeville, 20 mei 1940) was een Belgisch politicus. Hij was de stichter van het Vlaams-nationalistische, solidaristische Verdinaso.

## Levensloop

### Jeugd
Hij was de zoon van Edmond Van Severen en Irma Van de Maele en werd geboren als Georges Van Severen. Later zou hij zijn naam vernederlandsen. Van huis uit was Van Severen Franstalig en zijn vader was eerst notaris en burgemeester van Wakken. Toch zou Van Severen flamingant worden onder invloed van dorpspastoor Hugo Verriest. Hij studeerde aan het Sint-Barbaracollege te Gent (Retorica 1912). Van Severen werd lid van het Algemeen Katholiek Vlaams Studentenverbond en leerde zo onder anderen Joris Lannoo kennen. Aan de universiteit van Gent was hij lid van de Rodenbach's vrienden, de voorloper van het huidige Katholiek Vlaams Hoogstudentenverbond.
Tijdens de Eerste Wereldoorlog werd Van Severen onder de wapens geroepen. Eerst was hij sergeant, vanaf 1917 officier.  Als officier was hij actief in de Frontbeweging. Hiervoor werd hij door zijn oversten een tijdlang weggestuurd van het front en gedegradeerd.

### Frontpartij
Joris van Severen ging na de oorlog in de politiek en werd kandidaat voor de Frontpartij. Hij werd van 1921 tot 1929 lid van de Kamer van volksvertegenwoordigers voor het arrondissement Roeselare-Tielt en schreef een uitgebreid essay over het Vlaams-nationalisme, waarvan hij een van de ideologen werd. Van 1921 tot 1924 publiceerde hij samen met Achilles Mussche het literair-politieke maandblad Ter Waarheid. Van Severen evolueerde van een linkse revolutionaire flamingant tot steeds rechtsere en ook autoritaire denkbeelden. Na de invoering van algemeen enkelvoudig stemrecht (voor mannen) in 1919 waren de verwachtingen bij de Vlaamse Beweging redelijk groot. Het uitblijven van resultaten via de parlementaire democratie deden sommigen, waaronder Van Severen, twijfelen aan de particratie.
De relatief zwijgzame Van Severen zorgde op 29 november 1928 voor een incident in de Kamer van volksvertegenwoordigers. Hij hield er een radicaal anti-Belgische toespraak, zijn zogenaamde brandrede. Naar verluidt zou hij die beëindigd hebben met de woorden: "La Belgique: qu'elle crève!" Het is echter onzeker of hij werkelijk die bewoording heeft gebruikt.  Het verslag van de zitting van de Plenaire Vergadering van 29 november 1928 maakt er in ieder geval geen melding van. Bij de verkiezingen van 1929 werd hij niet herkozen. Vanaf 1925 was hij tevens voorzitter van het Katholiek Vlaams Nationaal Verbond, waaruit hij in 1930 ontslag nam.

### Verdinaso

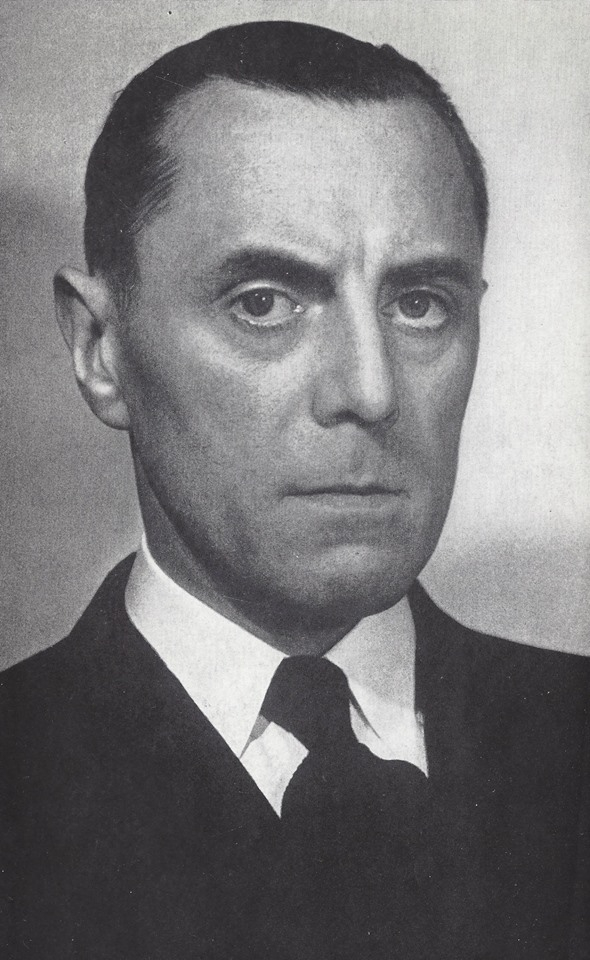
Joris Van Severen

Van Severen richtte op 4 oktober 1931 het Verdinaso op, dat geen partij was, maar een op het fascisme geïnspireerde vereniging van nationaal-solidaristische Grootnederlanders: Verbond van Dietse Nationaal-Solidaristen. Wies Moens schreef mee aan het programma. Het Verdinaso was in al zijn verschijningsvormen een fascistische vereniging, met een militie (de Dietse/Dinaso Militanten Orde (DMO)), uniformen, marsen, landdagen, en een antidemocratisch, corporatistisch programma.
Joris Van Severen ontwierp zelf het uniform van de DMO en droeg het zelf bij bijeenkomsten en landdagen. Vooral de typische pet werd een dankbaar onderwerp voor karikaturisten.
In tegenstelling tot het Italiaanse fascisme waren Van Severen en het Verdinaso voor een grote decentralisatie, onder de noemer van de subsidiariteit. Er werd ook een beweging uitgebouwd in Nederland, die nooit echt groot werd zoals in België. Maar het bestaan ervan was een succes voor deze vereniging die de hereniging van Vlaanderen en Nederland beoogde.

### De Nieuwe Marsrichting
De Belgische staat bestreed de militante beweging van Van Severen. Onder invloed van de repressie (huiszoekingen, verbod op de Dinaso-vakbond ...), en waarschijnlijk ook door een ideologische evolutie, kondigde Van Severen de Nieuwe Marsrichting aan. Hiermee verwierp hij het antibelgicisme. Hij beoogde niet enkel de hereniging van Vlaanderen en Nederland, maar van de hele latere Benelux met Franse Nederlanden erbij, een Heel-Nederlands ideaal.
Deze vereniging zou plaatsvinden onder koning Leopold III, al werden ook orangistische trekjes waargenomen. Alleszins hield Van Severen aan de monarchie. Daarvoor kreeg hij zelfs vriendschappelijke steun van belgicisten als Pierre Nothomb, die ijverde voor een Groot-België en in Van Severen een bondgenoot zag. Bij de Vlaamse Beweging lag het moeilijker. Het VNV verweet hem het volksnationalisme te verruilen voor staatsnationalisme en dat hij graag deel uitmaakte van het Belgische establishment. Wies Moens verliet uit protest de vereniging.

### Doodgeschoten

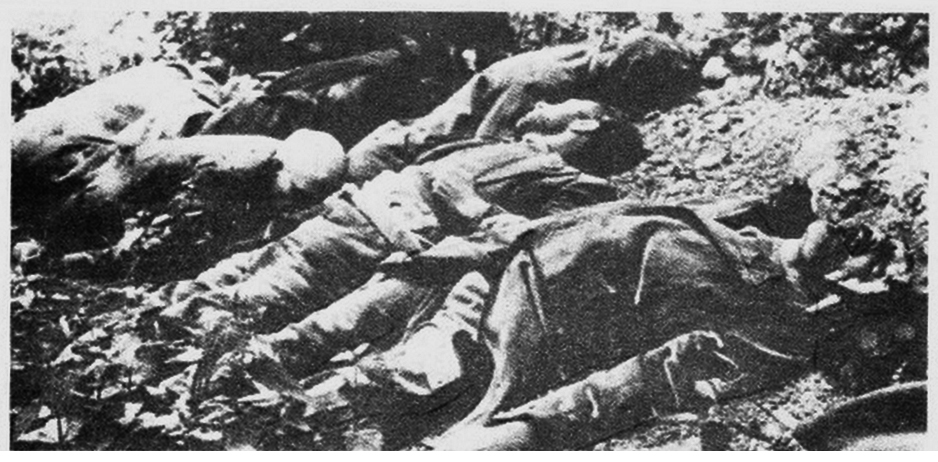
Het "bloedbad van Abbeville"

Ondanks het opgeven van de anti-Belgische houding bleven de traditionele kringen argwanend, en de Staatsveiligheid zag Van Severen nog steeds als een gevaar. Nog voor de Duitsers België binnenvielen werd Van Severen op 10 mei 1940 opgepakt en met veel anderen zonder concrete aanleiding aan Frankrijk uitgeleverd (zie ook artikel Spooktreinen). In Abbeville werden de gearresteerden wegens plaatsgebrek opgesloten in de kelder van een muziekkiosk. Wat die nacht gebeurd is, ging later de geschiedenis in als het bloedbad van Abbeville.
In het heersende oorlogsklimaat hadden de Franse militairen de opdracht gekregen alle 78 gevangenen uit de weg te ruimen. Op 20 mei haalden ze hen willekeurig per vier of vijf uit de kelder en schoten hen standrechtelijk dood. Nadat twaalf mensen doodgeschoten waren probeerden Van Severen en Jan Rijckoort — zijn secretaris en vriend — door bemiddeling verder bloedvergieten te voorkomen, maar ze werden beiden met een nekschot gedood. In totaal vonden die nacht 21 mensen de dood.
Enkele overlevenden hebben het oorlogsklimaat van toen beschreven en verklaarden dat ze simpelweg "op het verkeerde tijdstip, op de verkeerde plaats" waren. Pas veertig jaar later heeft België zijn fout in deze zaak erkend; in een officiële verklaring liet de overheid weten dat ze Van Severen en de overige gevangenen nooit aan Frankrijk had mogen uitleveren. Hoewel een groot aantal van die gevangenen door de Belgische staat als politiek onbetrouwbaar werd beschouwd, waren zij voor de Franse militaire overheid onbekende figuren.

### Nawerking van Van Severen
Van Severen is steeds een man gebleven die tot de verbeelding spreekt, zowel van critici als van bewonderaars van zijn gedachtegoed. Zo was hij meermaals het hoofdpersonage in romans, gedichten en toneelstukken. In 2005 voerde het Raamtheater in Antwerpen het stuk De nacht leek wel een verzinsel op. Het ging over de verhouding tussen Rachel Baes, Robert Leurquin en Joris Van Severen.